# (4178) Mimeev
(4178) Mimeev es un asteroide del cinturón principal descubierto por Eleanor F. Helin en el observatorio del Monte Palomar el 13 de marzo de 1988.

## Nombre y designación
El asteroide lleva el nombre del ingeniero de radio ruso y astrónomo aficionado Alexandr Pavlovich Mimeev, la designación provisional del asteroide es 1988 SO1.

## Observaciones
La primera observación fueron realizadas el 28 de noviembre de 1951.

## Órbita
Tiene una órbita que se caracteriza por un semieje mayor igual a 3,1846592 UA y una excentricidad de 0,1749260, 1.03753 ° inclinado a la eclíptica.